# Tetracamphilius
Tetracamphilius es un género de peces actinopeterigios de agua dulce, distribuidos por ríos de África.

## Especies
Existen cuatro especies reconocidas en este género:
- Tetracamphilius angustifrons (Boulenger, 1902)
- Tetracamphilius clandestinus Roberts, 2003
- Tetracamphilius notatus (Nichols y Griscom, 1917)
- Tetracamphilius pectinatus Roberts, 2003